# Jürgen Weber (Politiker, 1955)

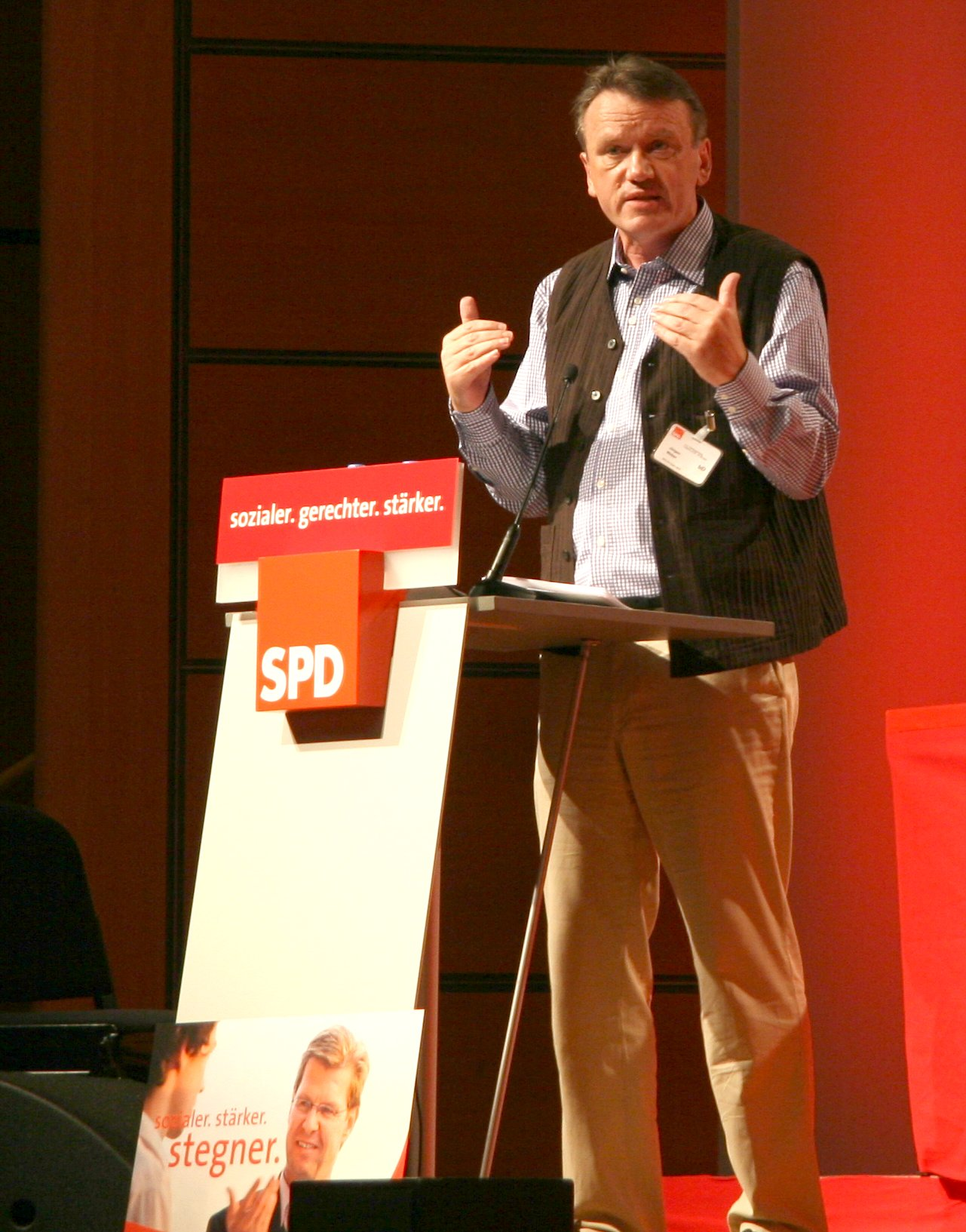
Jürgen Weber auf dem Landesparteitag der SPD Schleswig-Holstein in Lübeck 2009

Jürgen Weber (* 31. März 1955 in Kappeln) ist ein deutscher Historiker und Politiker (SPD). Er war von 1996 bis 2017 Abgeordneter im Schleswig-Holsteinischen Landtag und dort u. a. stellvertretender Vorsitzender und Parlamentarischer Geschäftsführer der SPD-Landtagsfraktion.

## Leben und Beruf
Nach dem Abitur 1974 leistete Weber zunächst seinen Wehrdienst ab und begann anschließend ein Studium der Geschichte, Slawistik und Osteuropäischen Geschichte an der Christian-Albrechts-Universität zu Kiel, welches er 1986 als Magister Artium beendete. Hier gehörte er von 1979 bis 1982 dem Studentenparlament an und war von 1980 bis 1981 Vorsitzender des AStA. Weber war von 1987 bis 1993 als wissenschaftlicher Angestellter und danach als freiberuflicher Historiker tätig. Weber ist ehrenamtlicher Geschäftsführer des Beirats für Geschichte in der Gesellschaft für Politik und Bildung Schleswig-Holstein, der seit 1986 das regionalgeschichtliche Jahrbuch Demokratische Geschichte herausgibt.
Jürgen Weber war bis 2019 Mitglied des Aufsichtsrates von Holstein Kiel und ist ein begeisterter Anhänger des Degerfors IF, einem Fußballverein aus der Provinz Värmland in Schweden.
Jürgen Weber ist verheiratet und hat drei Kinder.

## Partei
Weber trat schon als Schüler 1971 in die SPD ein. Er engagierte sich zunächst bei den Jusos und gehörte von 1974 bis 1978 deren Kreisvorstand in Kiel an. Von 1987 bis 1991 war er außerdem Mitglied im Vorstand des SPD-Kreisverbandes Kiel. Mitte Januar 2013 erklärte er seine Kandidatur für das Amt des SPD-Kreisvorsitzenden für Kiel, nachdem der Amtsinhaber Rolf Fischer seinen Kandidaturverzicht erklärt hatte. Der Kreisparteitag wählte Weber am 2. Februar 2013 mit großer Mehrheit in dieses Amt. Am 2. Juni 2018 wurde seine Nachfolgerin Gesine Stück in dieses Amt gewählt. Weber war nicht mehr zur Wahl angetreten.

## Abgeordneter
Von 1996 bis 2017 war Weber Mitglied des Landtages von Schleswig-Holstein. Im Wahlkreis Kiel-Mitte hatte er am 13. Juni 1995 in einer parteiinternen Kampfabstimmung seine Nominierung zum Direktkandidaten gegen den Mitbewerber und bisherigen Landtagsabgeordneten Gert Börnsen gewonnen.
Als Abgeordneter gehörte Weber von 1998 bis 2012 dem Vorstand der SPD-Landtagsfraktion an und wurde 2009 zum Parlamentarischen Geschäftsführer der SPD-Fraktion gewählt. Er war von 1998 bis 2005 Bildungspolitischer Sprecher seiner Fraktion. Von 2005 bis 2009 war er stellvertretender Fraktionsvorsitzender. Von 1997 bis 2000 außerdem Vorsitzender der Enquete-Kommission „Chancen und Risiken der Gentechnologie“. Aufgrund einiger Auseinandersetzungen mit dem SPD-Fraktionsvorsitzenden Ralf Stegner wurde Weber nach der Landtagswahl 2012 von diesem nicht wieder als Parlamentarischer Geschäftsführer vorgeschlagen.
Jürgen Weber ist stets als direkt gewählter Abgeordneter des Wahlkreises Kiel-Mitte bzw. seit 2005 des Wahlkreises Kiel-West in den Landtag eingezogen. Bei der Landtagswahl 2005 erreichte er hier 49,2 % der Erststimmen, 2009 erhielt Jürgen Weber in seinem Wahlkreis 36,3 % der Erststimmen. Jürgen Weber gehörte bei der Landtagswahl 2009 allerdings zu den nur sechs SPD-Landtagsabgeordneten in Schleswig-Holstein, denen es überhaupt gelang, einen Wahlkreis direkt zu gewinnen. 2012 erreichte er eine Zustimmung von 42,9 % in seinem Wahlkreis und zog erneut direkt gewählt in den Landtag ein. Zur Landtagswahl 2017 trat er – nach 21 Jahren im Landtag – nicht wieder an.

## Veröffentlichungen
- Wurzeln und erste Jahrzehnte der Gustav-Heinemann-Bildungsstätte. In: Demokratische Geschichte. Band 30 (2019), S. 277–292.
- mit Rolf Fischer: Unermüdlich helfen. Die Erinnerungen der Gertrud Völcker. Wacholtz Verlag, Kiel, Hamburg 2021, ISBN 978-3-529-05064-0.
- mit Robert Bohn (Hg.): Wortmeldungen zur Zeit- und Regionalgeschichte. Festschrift für Uwe Danker, Husum Verlag, Husum 2022, ISBN 978-3-96717-099-3.